# François Boucher festményeinek listája
Az alábbi lista a rokokó stílusban festő François Boucher (1703–1770) festményeit sorolja fel.

## Kezdeti évei
| Kép             | Cím                                                                           | Dátum     | Méret                  | Hivatkozás                                                        | Tulajdonos                           |
| --------------- | ----------------------------------------------------------------------------- | --------- | ---------------------- | ----------------------------------------------------------------- | ------------------------------------ |
|                 | Zsuzsanna elítélése (Le Jugement de Suzanne)                                  | 1720-1721 | 117x100 cm             | Múzeum                                                            | Kanadai Szépművészeti Múzeum, Ottawa |
| (Tükrözött kép) | Betúél fogadja Ábrahám szolgáját (Béthuel accueillant le serviteur d’Abraham) | kb. 1725  | olaj, vászon 100x83 cm | Múzeum Archiválva 2018. július 4-i dátummal a Wayback Machine-ben | Strasbourg-i Szépművészeti Múzeum    |
|                 | Meleagrosz halála (La Mort de Méléagre)                                       | kb. 1727  | olaj, vászon 51x67 cm  | Múzeum                                                            | Los Angeles Megyei Művészeti Múzeum  |

## Római útja után
| Kép | Cím | Dátum     | Méret                    | Hivatkozás                                                        | Tulajdonos                                  |
| --- | --- | --------- | ------------------------ | ----------------------------------------------------------------- | ------------------------------------------- |
|     | Mosónők (Les Lavandières)                                                                                        | kb. 1730  | olaj, vászon             | La Montagne 2014                                                  | Musée d'Art Roger-Quilliot Clermont-Ferrand |
|     | Átkelés a hídon (La Traversée du pont)                                                                           | kb. 1730  | olaj, vászon 59x72 cm    | Múzeum                                                            | Ermitázs, Szentpétervár                     |
|     | Átkelés a gázlón (La Traversée du gué)                                                                           | kb. 1730  | olaj, vászon 59x72 cm    | Múzeum                                                            | Ermitázs, Szentpétervár                     |
|     | A festő műtermében (Le Peintre dans son atelier)                                                                 | 1730-1735 | olaj, fatábla 27x22 cm   |                                                                   | Louvre, Párizs                              |
|     | Vénusz fegyvereket kér Vulcanustól Aeneas számára (Vénus demande à Vulcain des armes pour Énée)                  | 1732      | 252x175 cm               | Múzeum                                                            | Louvre                                      |
|     | Szép vidéki nő (Belle campagnarde)                                                                               | kb. 1732  | olaj, vászon 41x30 cm    | Múzeum                                                            | Norton Simon Múzeum, Pasadena               |
|     | Aurora és Cephalus (Aurore et Céphale)                                                                           | 1733      | olaj, vászon 250x175 cm  | Múzeum                                                            | Nancyi Szépművészeti Múzeum                 |
|     | Rinaldo és Armida (Renaud et Armide) Tasso A megszabadított Jeruzsálem c. műve alapján                           | 1734      | 135x170 cm               | Múzeum                                                            | Louvre                                      |
|     | Jótékonyság, bőség, hűség, megfontoltság (La Charité, l’Abondance, la Fidélité, la Prudence)                     | 1734      | négy grisaille           |                                                                   | Versailles királynői hálószoba              |
|     | Fiatal nő a hajában virággal (tévesen Madame Boucher arcképe)(Jeune Femme avec fleurs aux cheveux)               | 1734      | olaj, vászon 57x46 cm    | Múzeum                                                            | Bostoni Szépművészeti Múzeum                |
|     | A Palatinus képzeletbeli tájképe a Campo Vaccino felől (Paysage imaginaire avec le Palatin vue du Campo Vaccino) | 1734      | olaj, vászon 63x81cm     | Múzeum                                                            | Metropolitan Museum, New York               |
|     | Tivoli látképe a Vesta-templommal (Vue de Tivoli avec le temple de Vesta)                                        |           | olaj, vászon 74x95 cm    | Múzeum                                                            | Nationalmuseum, Stockholm                   |
|     | A szép szakácsnő (La Belle Cuisinière)                                                                           | kb. 1734  | olaj fatáblán 55x43 cm   | Múzeum                                                            | Musée Cognacq-Jay, Párizs                   |
|     | Mercurius rábízza a gyermek Bacchust a nysai nimfákra (Mercure confiant l'enfant Bacchus aux nymphes de Nysa)    | 1734      | olaj, vászon 60x74 cm    | Múzeum                                                            | Cincinnati Művészeti Múzeum                 |
|     | Hercules és Omphale (Hercule et Omphale)                                                                         | 1735      | olaj, vászon 90x74 cm    | Múzeum                                                            | Puskin Múzeum, Moszkva                      |
|     | Vidéki idill (Idylle rurale)                                                                                     | 1735      | olaj, vászone 243x254 cm | Múzeum Archiválva 2018. május 18-i dátummal a Wayback Machine-ben | Alte Pinakothek, München                    |

## A rocaille stílus mestere
| Kép | Cím | Dátum                           | Méret                                | Hivatkozás                                                       | Tulajdonos                                    |
| --- | --- | ------------------------------- | ------------------------------------ | ---------------------------------------------------------------- | --------------------------------------------- |
|     | Leopárdvadászat (La Chasse au léopard)                                                                                                   | 1736                            | olaj, vászon 183x128.5 cm            |                                                                  | Musée de Picardie, Amiens                     |
|     | Fiatal nő feje csipkés fejdísszel (Tête de Jeune femme en coiffe de dentelle)                                                            | 1737                            | fekete kréta és pasztell             |                                                                  | -----                                         |
|     | A gáláns pásztor (Le Berger galant) | 1730-1740                       | olaj, vászon 147x198 cm              |                                                                  | Hôtel de Soubise, Párizs hercegnői lakosztály |
|     | A nyájas pásztor (Le Berger complaisant)                                                                                                 | 1730-1740                       | olaj, vászon 147x198 cm              |                                                                  | Hôtel de Soubise hercegnői lakosztály         |
|     | Pasztorál (Pastorale) |                                 | olaj, vászon 55x70 cm                | POP                                                              | Musée Ingres-Bourdelle, Montauban             |
|     | Europa elrablása (L'Enlèvement d'Europe)                                                                                                 | 1732-1735                       | olaj, vászon 231x273 cm              |                                                                  | Wallace Collection, London                    |
|     | Alvó Vénusz (Le Sommeil de Vénus) | 1738                            | 96x143 cm                            | Múzeum                                                           | Musée Jacquemart-André, Párizs                |
|     | Krokodilvadászat (La Chasse au crocodile)                                                                                                | 1739                            | olaj, vászon 183x128.5 cm            |                                                                  | Louvre                                        |
|     | A reggeli (Le Déjeuner) | 1739                            | olaj, vászon 81x65 cm                | Múzeum                                                           | Louvre                                        |
|     | Pasztorál (vagy Tájkép fiatal pásztorral) (Pastorale/Jeune Berger dans un paysage)                                                       | 1739-1750                       | olaj, vászon 90x120 cm               | POP                                                              | Caeni Szépművészeti Múzeum                    |
|     | Az erdő (La Forêt) | 1740                            | olaj, vászon 131x163 cm              | Mázeum                                                           | Louvre                                        |
|     | Tájkép vízimalommal (Paysage avec un moulin à eau)                                                                                       | 1740                            | olaj, vászon 130x163 cm              | Múzeum                                                           | Nelson-Atkins Művészeti Múzeum, Kansas City   |
|     | A kínai császár audienciája (L'Audience de l'empereur de Chine)                                                                          | 1740                            |                                      | Múzeum                                                           | Besançoni Szépművészeti és Régészeti Múzeum   |
|     | A vidéki élet varázsa (Les Charmes de la vie champêtre)                                                                                  | kb. 1740                        | olaj, vászon 100x146 cm              | Múzeum                                                           | Louvre                                        |
|     | Az elkényeztetett gyermek (L’Enfant gâté)                                                                                                | 1740                            |                                      | France Inter                                                     | Staatliche Kunsthalle Karlsruhe               |
|     | A sütemény (La Gimblette) | 1740                            |                                      | France Inter                                                     | Staatliche Kunsthalle Karlsruhe               |
|     | Vénusz diadala (Le Triomphe de Vénus) | 1740                            | olaj, vászon 130x162 cm              | Múzeum                                                           | Nationalmuseum, Stockholm                     |
|     | Tájkép Beauvais környékén (Paysage près de Beauvais)                                                                                     | kb. 1740                        | olaj, vászon 49x58 cm                | Múzeum                                                           | Ermitázs, Szentpétervár                       |
|     | Léda és a hattyú (Leda et le Cygne) | 1740                            | olaj, vászon 59x74 cm                | Múzeum                                                           | Nationalmuseum, Stockholm                     |
|     | Fiatal leányfej (Tête de jeune fille) | 1740-1750                       | olaj, vászon 36x28 cm                | Múzeum                                                           | Ermitázs, Szentpétervár                       |
|     | Ámor megsebzi Psychét (Cupidon blessant Psyché)                                                                                          | 1741                            | olaj, vászon 69x152 cm               | Múzeum                                                           | Los Angeles Megyei Művészeti Múzeum           |
|     | Mercurius és Vénusz (Mercure et Vénus)                                                                                                   | 1742                            | olaj, vászon 118x136 cm              | BildIndex                                                        | Charlottenburgi kastély, Berlin               |
|     | Vénusz és Ámor (Vénus et l'Amour) | 1742                            | olaj, vászon 59X 74 cm               | Múzeum                                                           | Gemäldegalerie, Berlin                        |
|     | Kínai tánc (La Danse chinoise) | 1742                            | olaj, vászon 42x65 cm                | Múzeum                                                           | Besançoni Szépművészeti és Régészeti Múzeum   |
|     | Kínai kert (Le Jardin chinois) | kb. 1742                        | olaj, vászon 40,5x48 cm              | Múzeum                                                           | Besançoni Szépművészeti és Régészeti Múzeum   |
|     | Kínai vadászat (La Chasse chinoise) | 1742                            | olaj, vászon 40x49 cm                | Múzeum                                                           | Besançoni Szépművészeti és Régészeti Múzeum   |
|     | A kínai császár lakomája (Festin de l'empereur de Chine)                                                                                 | 1742                            | olaj, vászon 40,7x65 cm              | Múzeum                                                           | Besançoni Szépművészeti és Régészeti Múzeum   |
|     | Felhúzott szoknya (La Jupe relevée) | 1742 vagy az 1760-as évek eleje |                                      | France Inter                                                     | Christian Baraja magángyűjteménye             |
|     | Tapintatlan szem/Pisilő nő (L’Œil indiscret/La Femme qui pisse)                                                                          | 1742 vagy az 1760-as évek eleje |                                      | France Inter                                                     | Christian Baraja magángyűjteménye             |
|     | A toalett (La Toilette) | 1742                            | olaj, vászon 52,5x66,5 cm            | Múzeum                                                           | Thyssen-Bornemisza Múzeum, Madrid             |
|     | Diana kiszáll a fürdőből (Diane sortant du bain)                                                                                         | 1742                            | 57x73 cm                             | Múzeum                                                           | Louvre, Párizs                                |
|     | Szépítkező Vénusz (La Toilette de Vénus)                                                                                                 | 1743                            | 101x87 cm                            | Múzeum                                                           | Ermitázs, Szentpétervár                       |
|     | Barna odaliszk (L'Odalisque brune) | 1740-1749                       | olaj, vászon 53x64 cm                | Múzeum                                                           | Louvre, Párizs                                |
|     | Odaliszk (L'Odalisque) | 1743                            | olaj, vászon 53x65 cm                | Rmn                                                              | Reimsi Szépművészeti Múzeum                   |
|     | Kanapén fekvő hölgy (Une dame sur sa méridienne)                                                                                         | 1743                            | 57x68 cm                             | Múzeum                                                           | Frick Collection, New York                    |
|     | Psyche és Ámor házassága (Le Mariage de Psyché et de l'Amour)                                                                            | 1744                            | olaj, vászon 93x133 cm               | Base joconde                                                     | Roueni Szépművészeti Múzeum                   |
|     | Jupiter és Callisto (Jupiter et Callisto)                                                                                                | 1744                            | olaj, vászon 98x72 cm                | Múzeum                                                           | Puskin Múzeum                                 |
|     | A nimfák pihenője vadászat után/A vadász Diana visszatérése (Le Repos des nymphes au retour de la chasse/Le Retour de Diane chasseresse) | 1745                            | olaj, vászon                         | Múzeum                                                           | Musée Cognacq-Jay, Párizs                     |
|     | Orpheusz elbűvöli az állatokat (Orphée charmant les animaux)                                                                             | kb. 1745                        | olaj, vászon                         |                                                                  | Musée d'art Roger-Quilliot, Clermont-Ferrand  |
|     | Madame Boucher feltételezett portréja (Portrait présumé de Madame Boucher)                                                               | vers 1745                       | olaj, vászon 34x28 cm                | Múzeum                                                           | Galerie d'art de Nouvelle-Galles du Sud       |
|     | A divatkereskedő (La Marchande de mode)                                                                                                  | 1746                            | olaj, vászon 64x34 cm                | Utpictura18                                                      | Nationalmuseum, Stockholm                     |
|     | Tájkép tóval (Paysage avec un étang) | 1746                            | olaj, vászon 51x65 cm                |                                                                  | Ermitázs, Szentpétervár                       |
|     | Vénusz szépítkezése (La Toilette de Vénus)                                                                                               | 1746                            | olaj, vászon 122x156 cm              | Múzeum                                                           | Nationalmuseum, Stockholm                     |
|     | Europa elrablása (L'Enlèvement d'Europe)                                                                                                 | 1747                            | olaj, vászon 160x193 cm              | Múzeum                                                           | Louvre, Párizs                                |
|     | A szőlőre gondolnak? (Pensent-ils au raisin ?)                                                                                           | 1747                            | olaj, vászon 81x68 cm                | Múzeum                                                           | Chicagói Művészeti Intézet                    |
|     | Arion és a delfin (Arion et le Dauphin)                                                                                                  | 1748                            | olaj, vászon 86x135 cm               | Múzeum                                                           | A Princetoni Egyetem művészeti múzeuma        |
|     | Vertumnus és Pomona (Vertumne et Pomone)                                                                                                 | 1748                            | olaj, vászon 86x135 cm               |                                                                  | Columbusi Művészeti Múzeum                    |
|     | Madárfogók (Les Attrapeurs d'oiseaux) | 1748                            | olaj, vászon 294x338 cm              | Múzeum                                                           | J. Paul Getty Museum, New York                |
|     | (La Fontaine d'amour) | 1748                            | olaj, vászon 295x338 cm              | Múzeum                                                           | J. Paul Getty Museum, New York                |
|     | Nyári pasztorál dudással (Un été pastoral avec un joueur de cornemuse)                                                                   | 1749                            | olaj, vászon 259x197 cm              | Múzeum                                                           | Wallace Collection, London                    |
|     | Őszi pasztorál/Pasztorál egy párral a kútnál (Un automne pastoral/Pastorale avec un couple près d'une fontaine)                          | 1749                            | olaj, vászon 259x199 cm              | Múzeum                                                           | Wallace Collection, London                    |
|     | Apolló felfedi isteni mivoltát a pásztorlány Issének (Apollon révélant sa divinité à la bergère Issé)                                    | 1750                            | olaj, vászon 129x157 cm              |                                                                  | Tours-i Szépművészeti Múzeum                  |
|     | Tájkép remetével (Luce barát) (Paysage avec un ermite (frère Luce))                                                                      | kb. 1750                        | olaj, vászon 65x54 cm                | Múzeum                                                           | Puskin Múzeum, Moszkva                        |
|     | Mennybemenetel L'Assomption | kb. 1750                        | olaj, vászon 112x61 cm               |                                                                  | Dijoni Szépművészeti Múzeum                   |
|     | Louis Philippe d'Orléans (a leendő Philippe Égalité) gyermekként (Louis Philippe d'Orléans (future Philippe Égalité) enfant)             | kb. 1750                        | olaj, vászon                         | ArtUK                                                            | Waddesdon Manor                               |
|     | Fiatal nő muffal (Jeune Femme au manchon)                                                                                                | kb. 1750                        | olaj, vászon 64x53 cm                | Rmn                                                              | Louvre                                        |
|     | Pompadour márkinő (La Marquise de Pompadour)                                                                                             | kb. 1750                        | olaj papíron, vászonra téve 60x45 cm | Múzeum                                                           | Louvre                                        |
|     | A világ fényessége/A születés/A pásztorok imádása La Lumière du monde/La Nativité/Adoration des bergers                                  | 1750                            | olaj, vászon 175x130 cm              | MNRécupération                                                   | Lyoni Szépművészeti Múzeum A Louvre letétje   |
|     | Félbeszakított álom/Pasztorál (Le Sommeil interrompu/Pastorale)                                                                          | 1750                            | olaj, vászon 82x75 cm                | Múzeum                                                           | Metropolitan Museum, New York                 |
|     | Szerelmes levél (La Lettre d'amour) | 1750                            | olaj, vászon 81x75 cm                | Múzeum                                                           | National Gallery of Art, Washington           |
|     | Vénusz szépítkezése (La Toilette de Vénus)                                                                                               | 1751                            | olaj, vászon 108x85 cm               | Múzeum                                                           | Metropolitan Museum, New York                 |
|     | Fürdőző Vénusz/Ámort vigasztaló Vénusz (Le Bain de Vénus/Vénus consolant l'Amour)                                                        | 1751                            | olaj, vászon 107x85 cm               | Múzeum                                                           | National Gallery of Art, Washington           |
|     | Híd (Le Pont) | 1751                            | olaj. vászon 66x84 cm                | Múzeum                                                           | Louvre, Párizs                                |
|     | Malom (Le Moulin) | 1751                            | olaj, vászon 66x84 cm                | Múzeum                                                           | Louvre, Párizs                                |
|     | Galambdúc (Le Pigeonnier) |                                 | olaj, vászon 47x71 cm                | Múzeum                                                           | Saint Louis-i Művészeti Múzeum                |
|     | Szőke odaliszk (L'Odalisque blonde) | 1751                            | olaj, vászon 59x73 cm                | Múzeum                                                           | Wallraf-Richartz Museum, Köln                 |
|     | Szőke odaliszk/Mademoiselle O'Murphy/Pihenő fiatal lány (L'Odalisque blonde/Mademoiselle O'Murphy/Jeune Fille couchée´)                  | 1752                            | olaj, vászon 59x73 cm                | Musée Archiválva 2018. május 18-i dátummal a Wayback Machine-ben | Alte Pinakothek, München                      |
|     | Napfelkelte (Le Lever du soleil) | 1752                            | olaj, vászon 318x261 cm              |                                                                  | Wallace Collection, London                    |
|     | Napnyugta (Le Coucher du soleil) | 1752                            | olaj, vászon 318x261 cm              | Múzeum                                                           | Wallace Collection, London                    |
|     | Az ősz allegóriája (Allégorie de l'Automne)                                                                                              | 1753                            | olaj, vászon 114x162 cm              | Múzeum                                                           | Metropolitan Museum, New York                 |
|     | A lírai költészet allegóriája (Allégorie de la Poésie lyrique)                                                                           | 1753                            | olaj, vászon 115x159 cm              | Múzeum                                                           | Metropolitan Museum, New York                 |
|     | Vénusz és Vulcanus (Vénus et Vulcain) | 1754                            | olaj, vászon 164x71 cm               | Múzeum                                                           | Wallace Collection, London                    |
|     | Vulcanus meglepi Marsot és Vénuszt (Mars et Vénus surpris par Vulcain)                                                                   | 1754                            | olaj, vászon 164x71 cm               | Múzeum                                                           | Wallace Collection, London                    |
|     | A fogoly Cupido (Cupidon prisonnier) | kb. 1754                        | olaj, vászon 164x84 cm               | Múzeum                                                           | Wallace Collection, London                    |
|     | Négy évszak: Ősz (L'Automne;Les Quatre Saisons)                                                                                          | 1755                            | olaj, vászon 56x73 cm                | Múzeum                                                           | Frick Collection, New York                    |
|     | Négy évszak: Tél (L'Hiver;Les Quatre Saisons)                                                                                            | 1755                            | olaj, vászon 57x73 cm                | Múzeum                                                           | Frick Collection, New York                    |
|     | Négy évszak: Tavasz (Le Printemps;Les Quatre Saisons)                                                                                    | 1755                            | olaj, vászon 54x73 cm                | Múzeum                                                           | Frick Collection, New York                    |
|     | Négy évszak: Nyár (L'Été;Les Quatre Saisons)                                                                                             | 1755                            | olaj, vászon 57x73 cm                | Musée                                                            | Frick Collection, New York                    |
|     | Madame Baudoin, a művész lányának portréja (Portrait de Madame Baudoin, fille de l'artiste)                                              | 1755-1760                       | olaj, vászon 75x65 cm                | Rmn                                                              | Musée Cognacq-Jay, Párizs,                    |
|     | Keresztelő Szent János a pusztában Saint Jean-Baptiste au désert                                                                         |                                 |                                      |                                                                  | Musée Magnin, Dijon                           |
|     | Vénusz kútja La Fontaine de Vénus | 1756                            | olaj, vászon 233x215 cm              | Múzeum                                                           | Clevelandi Művészeti Múzeum                   |
|     | Madame de Pompadour portréja (Portrait de Madame de Pompadour                                                                            | 1756                            | olaj, vászon 201x157 cm              | Múzeum                                                           | Alte Pinakothek, München                      |
|     | Madame de Pompadour (Madame de Pompadour)                                                                                                | 1756-1758                       | olaj, vászon 38x46 cm                | Múzeum                                                           | Skót Nemzeti Galéria                          |
|     | Maame de Pomadour, XV. Lajos szeretője (Madame de Pompadour, maîtresse de Louis XV)                                                      | 1758                            | olaj, vászon                         | Múzeum                                                           | Victoria and Albert Museum, London            |
|     | Vulcanus műhelye (Les Forges de Vulcain)                                                                                                 | 1757                            | olaj, vászon 320x320 cm              | Múzeum                                                           | Louvre                                        |
|     | Pihenő az Egyiptomba menekülés közben (Le Repos pendant la fuite en Égypte)                                                              | 1757                            | olaj, vászon 139x149 cm              | Utpictura18                                                      | Ermitázs, Szentpétervár                       |
|     | Galambdúc/A charentoni malom (Le Pigeonnier/Le Moulin de Charenton)                                                                      | 1750-1760                       | olaj, vászon 72x91 cm                | Base Joconde                                                     | Orléans-i Szépművészeti Múzeum                |
|     | A charentoni malom (Le Moulin de Charenton)                                                                                              | 1758                            | olaj, vászon 113x146 cm              | Múzeum                                                           | Toledói Művészeti Múzeum                      |
|     | A gyermek Jézus megáldja a kis Szent Jánost (L’Enfant Jésus bénissant le petit saint Jean)                                               | 1758                            | olaj, vászon 90x44 cm                | Utpictura18                                                      | Uffizi Múzeum, Firenze                        |
|     | Szerelmespár a parkban (Amoureux dans un parc)                                                                                           | 1758                            | olaj, vászon 232x194 cm              | Múzeum                                                           | Timken Museum of Art, San Diego               |
|     | Szűz Mária mennybevétele (L'Assomption de la Vierge)                                                                                     | 1758-1760                       |                                      |                                                                  | Montréali Szépművészeti Múzeum                |
|     | Jupiter Diana alakjában elcsábítja Callisto nimfát (La Nymphe Callisto, séduite par Jupiter sous les traits de Diane)                    | 1759                            | olaj, vászon 58x70 cm                | Múzeum                                                           | Nelson-Atkins Művészeti Múzeum, Kansas City   |
|     | Pán és Syrinx (Pan et Syrinx) | 1759                            |                                      |                                                                  |                                               |
|     | Madame de Pompadour (Madame de Pompadour)                                                                                                | 1759                            | olaj, vászon 91x68 cm                | Múzeum                                                           | Wallace Collection, London                    |
|     | Szűz Mária és gyermeke a kis Szent Jánossal (Vierge à l'Enfant avec le petit saint Jean)                                                 | 1759                            | 118x90 cm                            | Múzeum                                                           | Puskin Múzeum, Moszkva                        |
|     | Pásztor és pásztorlány (Berger et Bergère)                                                                                               | 1760                            | olaj, vászon 64x81 cm                | Múzeum                                                           | Staatliche Kunsthalle Karlsruhe               |
|     | A művészetek és a tudományok (Les Arts et les Sciences)                                                                                  | kb. 1760                        | olaj, vászon                         | Múzeum                                                           | Frick Collection, New York                    |
|     | Tájkép mosónőkkel (Lavandières dans un paysage)                                                                                          | 1760                            | olaj, vászon 50x61 cm                | Múzeum                                                           | Clark Art Institute, Williamstown             |
|     | Pasztorál mosónőkkel és egy párral a vízparton (Pastorale avec des lavandières et un couple au bord de l'eau)                            |                                 | olaj, vászon 72x60 cm                | Sotheby's                                                        | Magángyűjtemény                               |
|     | Pán és Syrinx (Pan et Syrinx) | 1760-1765                       | olaj, vászon 95x79 cm                | Múzeum                                                           | Prado, Madrid                                 |
|     | A szatírok meglepik az alsó bacchánsnőket (Bacchantes endormies surprises par des satyres)                                               | 1760                            | olaj, vászon 77x63 cm                | Sotheby's                                                        | Magángyűjtemény                               |
|     | Rhodoguné Rodogune | 1761                            |                                      |                                                                  | Magángyűjtemény                               |
|     | A művészetek géniuszai (Les Génies des arts)                                                                                             | 1761                            | olaj, vászon 320x320 cm              | Utpictura18                                                      | Angers-i Szépművészeti Múzeum                 |
|     | A szabad művészetek allegóriája: építészet (Allégorie des arts libéraux : l'architecture)                                                | 1761                            | Olaj, vászon 62x52 cm                | Múzeum                                                           | Genfi Művészettörténeti Múzeum                |
|     | Falusi ajándékok (L'Offrande à la villageoise)                                                                                           | 1761                            |                                      |                                                                  | Magángyűjtemény                               |
|     | Pásztor és pásztorlány pihenője (Le Repos du berger et de la bergère)                                                                    | 1761                            | olaj, vászon 77x64 cm                | Múzeum                                                           | Wallace Collection, London                    |
|     | Bájos pasztorál (L'Aimable Pastorale) | 1761                            |                                      |                                                                  | magángyűjtemény                               |
|     | Idilli tájkép vétkes nővel (Paysage idyllique avec une femme en train de pécher)                                                         | 1761                            | olaj, vászon 47x66 cm                | Múzeum                                                           | Indianapolisi Művészeti Múzeum                |
|     | Alvó kertészlány (La Jardinière endormie)                                                                                                | 1762                            | olaj, vászon 229x89 cm               |                                                                  | Magángyűjtemény                               |
|     | Folyó tájképe romokkal (Paysage fluvial avec ruines)                                                                                     | 1762                            | olaj, vászon 58x72 cm                | Múzeum                                                           | Thyssen-Bornemisza Múzeum, Madrid             |
|     | Folyó tájképe antik templommal (Paysage fluvial avec temple antique)                                                                     | 1762                            | olaj, vászon 58x72 cm                | Múzeum                                                           | Thyssen-Bornemisza Múzeum, Madrid             |
|     | Vénusz visszatartja Cupidót (Vénus retenant Cupidon)                                                                                     | 1762                            | olaj, vászon 55x48 cm                | Stair Sainty                                                     | Magángyűjtemény                               |
|     | Dianának álcázott Jupiter Callistóval (Jupiter déguisé en Diane, avec Callisto)                                                          | 1763                            | olaj, vászon 65x55 cm                | Múzeum                                                           | Metropolitan Museum, New York                 |
|     | A zene allegóriája (Allégorie de la Musique)                                                                                             | 1764                            | olaj, vászon 103x130 cm              | Musée                                                            | National Gallery of Art, Washington           |
|     | A festészet allegóriája (Allégorie de la Peinture)                                                                                       | 1765                            | olaj, vászon 101x130 cm              | Múzeum                                                           | National Gallery of Art, Washington           |

## XV. Lajos első festője (1765-től)
| Kép | Cím                                                                                           | Dátum | Méret                   | Hivatkozás                      | Tulajdonos                               |
| --- | --------------------------------------------------------------------------------------------- | ----- | ----------------------- | ------------------------------- | ---------------------------------------- |
|     |                                                                                               |       |                         |                                 |                                          |
|     | A hírnök elküldése (L'Envoi du messager)                                                      | 1765  | olaj, vászon 32x27 cm   | Múzeum                          | Metropolitan Museum, New York            |
|     | A küldönc érkezése (L'Arrivée du courrier)                                                    | 1765  |                         |                                 | elveszett mű, egy metszet alapján ismert |
|     | Ámort tartó három grácia (Les Trois Grâces supportant l'Amour)                                | 1765  | olaj, vászon 80x65 cm   | Múzeum                          | Louvre                                   |
|     | Szent Péter próbál a vízen járni (Saint Pierre tentant de marcher sur les eaux)               | 1766  |                         |                                 | Cathédrale Saint-Louis de Versailles     |
|     | A furulyás (Le Joueur de flageolet)                                                           | 1766  | olaj, vászon 55x44 cm   | Catalogue Bentinck-Thyssen 1887 | Magángyűjtemény                          |
|     | Pygmailon és Galatea (Pygmalion et Galatée)                                                   | 1766  | olaj, vászon 234x400 cm | Utpictura18                     | Ermitázs, Szentpétervár                  |
|     | Madame Bergeret (Madame Bergeret)                                                             | 1766  | olaj, vászon 143x105 cm | Múzeum                          | National Gallery of Art, Washington      |
|     | Titkos üzenet (Le Message secret)                                                             | 1767  | olaj, vászon 60x50 cm   | Múzeum                          | Herzog Anton Ulrich-Museum, Braunschweig |
|     | A gáláns bűnös (Le Pécheur galant)                                                            | 1768  | olaj, vászon 49x65 cm   | ArtUK                           | Manchester Art Gallery                   |
|     | Az engedelmesség jutalma (L'Obéissance récompensée)                                           | 1768  | olaj, vászon 52x39 cm   | Rmn                             | Nîmes-i Szépművészeti Múzeum             |
|     | Facipők (Les Sabots)                                                                          | 1768  | olaj, vsázon 62x52 cm   | Musée                           | Ontariói Szépművészeti Múzeum            |
|     | Boreas elrabolja Orythiát (Borée enlevant Orythie)                                            | 1769  | olaj, vászon 273x205 cm | Múzeum                          | Kimbell Művészeti Múzeum, Fort Worth     |
|     | Juno megkéri Aeolust, hogy engedje el a szeleket (Junon demande à Éole de relâcher les vents) | 1769  | olaj, vászon 278x203 cm | Múzeum                          | Kimbell Művészeti Múzeum, Fort Worth     |
|     | Mercurius a nisai nimfákra bízza Bacchust (Mercure confie Bacchus aux Nymphes de Nisa)        | 1769  | olaj, vászon 272x202 cm | Múzeum                          | Kimbell Művészeti Múzeum, Fort Worth     |
|     | Vénusz Vulcanus kovácsműhelyében (Vénus à la forge de Vulcain)                                | 1769  | olaj, vászon 273x205 cm | Múzeum                          | Kimbell Művészeti Múzeum, Fort Worth     |
|     | Aurora és Cephalus (Aurore et Céphale)                                                        | 1769  | olaj, vászon 265x86 cm  | Múzeum                          | J. Paul Getty Museum, Los Angeles        |
|     | Vénusz a hullámokon (Vénus sur les vagues)                                                    | 1769  | olaj, vászon 265x76 cm  | Múzeum                          | J. Paul Getty Museum, Los Angeles        |
|     | Tájkép halásszal és fiatal nővel (Paysage avec pêcheur et une jeune femme)                    | 1769  | olaj, vászon 64x54 cm   | Múzeum                          | Walters Art Museum, Baltimore            |

## Ismeretlen dátumú képek
| Kép | Cím                                                                            | Dátum | Méret                 | Hivatkozás  | Tulajdonos                             |
| --- | ------------------------------------------------------------------------------ | ----- | --------------------- | ----------- | -------------------------------------- |
|     | A vidéki élet varázsa (Charmes de la vie champêtre)                            |       |                       |             | Louvre, Párizs                         |
|     | Annette és Lubin (Annette et Lubin)                                            |       |                       |             | Galleria nazionali d'arte antica, Róma |
|     | Vadászok lakomája (vázlat) (Le Repas de chasse)                                |       | olaj, vászon 61x40 cm |             | Louvre, Párizs                         |
|     | A dívány (Le Divan)                                                            |       |                       |             |                                        |
|     | Nyár (L'Été)                                                                   |       |                       |             | Louvre, Párizs                         |
|     | A fészek (Le Nid)                                                              |       |                       |             |                                        |
|     | Keleti fej '('Tête d'oriental)                                                 |       | vázlatrajz            |             | Musée Magnin, Dijon                    |
|     | A kis furulyás/Alvó pásztorfiú (Le petit joueur de flûte/Jeune berger endormi) |       | 17x21 cm              | [ 2 ] [ 3 ] | Chartres-i SZépművészeti Múzeum        |

## Fordítás
- Ez a szócikk részben vagy egészben  a   Liste de peintures de François Boucher című francia Wikipédia-szócikk ezen változatának fordításán alapul.  Az eredeti cikk szerkesztőit annak laptörténete sorolja fel. Ez a jelzés csupán a megfogalmazás eredetét és a szerzői jogokat jelzi, nem szolgál a cikkben szereplő információk forrásmegjelöléseként.